# یوسف حجی
یوسف حجی (عربی: يوسف حجي؛ زادهٔ ۲۵ فوریهٔ ۱۹۸۰) بازیکن فوتبال اهل مراکش بود که در پست هافبک و مهاجم بازی می‌کرد.
از باشگاه‌هایی که در آن بازی کرده‌است می‌توان به باشگاه فوتبال الازیغ‌اسپور، باشگاه فوتبال رن، باشگاه فوتبال باستیا، باشگاه فوتبال نانسی، و باشگاه ورزشی العربی قطر اشاره کرد.
وی همچنین در تیم ملی فوتبال مراکش بازی کرده‌است.